# ناحیه ادامز، بخش گیج، نبرسکا
ناحیه ادامز، بخش گیج، نبرسکا (به انگلیسی: Adams Township, Gage County, Nebraska) در ایالات متحده آمریکا است که در نبراسکا واقع شده‌است.

## خصوصیات
ناحیه ادامز ۸۸٫۹۱ کیلومترمربع مساحت و ۷۹۸ نفر جمعیت دارد و ۳۹۳ متر بالاتر از سطح دریا واقع شده‌است.